# La oscura historia de la prima Montse (novela)
La oscura historia de la prima Montse es una novela del escritor español Juan Marsé publicada en Barcelona en 1970 por la Editorial Seix Barral.
Considerada a menudo la obra cumbre de su autor, fue incluida en la lista de las 100 mejores novelas en español del siglo XX del periódico español «El Mundo».

## Argumento
La obra está estructurada en 26 capítulos con subtítulos propios:
1. "Detrás de la fachada". Como simbología de la familia Claramunt. En una casa vacía, que solo tiene fachada, entre otras construcciones, hay solo una cama y en ella Paco Bodegas, el pariente pobre y Nuria.
2. "Las señoritas visitadoras". Primer episodio de la historia de Montse; llega una muchacha del barrio a un partido de baloncesto y le encarga a Montse llevar comida a un preso.
3. "Hagamos el amor, hagamos la guerra". Continuación del primer capítulo. Paco habla con Salva, el marido de Nuria, de tendencia postconciliar.
4. "El cuchillo entre los dientes". Visita de Montse al preso.
5. "La desordenada concurrencia de criterios o el conferenciante abofeteado". En la conferencia de Salva, Nuria ya está en relación con Paco.
6. "Paco, hijo natural". Paco evoca su pasado de pariente pobre.
7. "El que debe ser regenerado". Otra visita de Montse al preso.
8. "Una grieta en la torre". Reconocimiento de Nuria, Montse y de toda la familia.
9. "Tía Isabel en su nube de púrpura". Sigue la conversación rememorativa entre Nuria y Paco, que ya son amantes seguros. Montse se acerca al ambiente de los suburbios.
10. "El dirigente". Evocación de Salva, y adulterio de su mujer.
11. "Donde la fanfarria moralizante hace aguas". Evocación de la primera charla de Montse sobre el preso y después de la cena en familia sobre el mismo.
12. "El pez". Es un cubito de hielo con forma de pez, que se deshace en el güisqui durante la conversación.
13. "La libertad condicional". El preso sale de la cárcel.
14. "El rapto de los sentidos". Nuria evoca el episodio de cuando atendió a Montse en un ataque de nervios por el conflicto entre los sentimientos y la familia.
15. "El pintalabios y los misterios de Colores (en 3 jornadas)". Montse manda al preso a ejercicios espirituales en Colores.
16. "Intermedio". Después de charla nocturna, Nuria decide la mañana de domingo irse con Paco a París, y habla mal del preso.
17. "Primera jornada: el enigma de los ahorcados sonrientes". Charla de Cristo Obrero.
18. "Segunda jornada: el pasadizo secreto". Un pasadizo favorece las confesiones eufóricas.
19. "Tercera jornada: el extraño caso del señorito y el teléfono". Solo Manuel y el estudiante resisten el acoso del lavado de cerebros.
20. "La ceremonia de la confusión". Paco es delegado como espía y árbitro por la familia Claramunt para solucionar el asunto de Montse y Manuel, pero en una entrevista en la pensión todo va a favor de ellos.
21. "El contagio". Paco rememora el asco de Montse ante el baño en la sucia playa de La Barceloneta, pero imagina luego la aceptación en el abrazo.
22. "El baile de las debutantes". Evocada por unas crónicas de sociedad de un ejemplar antiguo de la revista ¡Hola! con narración en ese estilo, la puesta de largo de Nuria, fiesta burguesa con la excusa de la beneficencia. Montse y Manuel montan un escándalo.
23. "La huida". Después de un altercado con el padre, Montse se va.
24. "El rescate". Montse y Paco se desviven por encontrar trabajo para Manuel.
25. "El precio del rescate". La familia le ofrece a Manuel un trabajo en Sabadell, para que deje a Montse. Se va, mientras ella está de ejercicios espirituales. Cuando vuelve, no la encuentran.
26. "Las medias negras de red". Salva vuelve y cuenta a Paco el final de la historia. Nuria se entendía con Manuel y la última noche olvidó en la pensión sus medias; Montse cuando volvió, las encontraría. Estaba embarazada, le habían ahuyentado a su amado, se perdió en la ciudad y murió bajo las estrellas.

## Adaptación cinematográfica
La novela fue llevada al cine en 1977 por Jordi Cadena con Ana Belén y Ovidi Montllor entre sus protagonistas.